# Evaniella erythraspis
Evaniella erythraspis är en stekelart som först beskrevs av Cameron 1911.  Evaniella erythraspis ingår i släktet Evaniella och familjen hungersteklar. Inga underarter finns listade i Catalogue of Life.